# 井小萩利明
井小萩 利明（いこはぎ としあき、1948年1月2日 - ） は、日本の機械工学者。東北大学名誉教授。元日本機械学会流体工学部門長。元日本混相流学会会長。

## 人物・経歴
1966年茨城県立土浦第一高等学校卒業。1970年東北大学工学部機械工学科卒業。1975年東北大学大学院工学研究科機械工学専攻博士課程修了、工学博士。東北大学高速力学研究所助手、東北大学高速力学研究所講師、ミネソタ大学出張を経て、1985年東北大学高速力学研究所助教授。1995年東北大学流体科学研究所教授。2002年東北大学評議員。2003年東北大学流体科学研究所長、日本混相流学会会長、機器研究会理事長、5th International Symposium on Cavitation 共同議長。2004年ターボ機械協会副会長、日本宇宙少年団仙台たなばた分団長。2006年東北大学総長選考会議委員。2007年東北大学国際高等研究教育機構国際高等融合領域研究所長、東北大学経営協議会委員、日本機械学会流体工学部門長。2008年東北大学国際高等研究教育機構長、大学評価・学位授与機構学位審査会専門委員。2010年ターボ機械協会副会長。2012年定年退職、東北大学名誉教授。

## 受賞
- 1984年 日本機械学会賞奨励賞[1]
- 2000年 日本機械学会流体工学部門フロンティア表彰[1]
- 2001年 ターボ機械協会賞論文賞[1]
- 2003年 日本ウォータージェット学会論文賞[1]
- 2003年 ターボ機械協会特別表彰[1]
- 2007年 日本機械学会創立110周年記念功労表彰[1]
- 2008年 日本機械学会流体工学部門賞[1]
- 2013年 日本機械学会名誉員[3]
- 2014年 日本混相流学会賞（業績賞）[2]
- 2019年 日本混相流学会名誉会員[4]